# Sota el volcà (pel·lícula)
Sota el volcà (títol original en anglès: Under the Volcano) és una pel·lícula estatunidenca-mexicana de 1984, dirigida per John Huston, basada en la novel·la del mateix títol de Malcolm Lowry. Protagonitzada per Albert Finney, Jacqueline Bisset, Anthony Andrews i Katy Jurado en els papers principals. Va obtenir dues nominacions als Premis Oscar, al millor actor principal (Albert Finney) i a la millor música.
Fidel a la novel·la de Lowry, John Huston relata la història d'un alcoholitzat cònsol britànic al poble de Quauhnahuac, Mèxic, el Dia de Morts el 1938.
Ha estat doblada al català.

## Argument
Narració sobre un dia de la vida de Geoffrey Firmin (Albert Finney), durant la festa mexicana del Dia de Morts i mentre creix a Europa la inestabilitat que donarà lloc a la Segona Guerra Mundial. Firmin és un excònsol britànic lliurat a la beguda, que resideix en una petita i històrica ciutat de Mèxic, Cuernavaca, al peu dels volcans Popocatépetl i Iztaccíhuatl. El comportament autodestructiu de Firmin contrasta amb l'ingenu idealisme del seu germanastre Hugh (Anthony Andrews). Yvonne (Jacqueline Bisset), la dona amb la qual Firmin va compartir aquell paradís, ha tornat amb l'esperança de poder ajudar a Firmin i de recompondre la seva relació. No obstant això, la tristesa i l'alcoholisme del cònsol van a poc a poc revelant traïcions i desacords passats entre aquests tres personatges centrals, que determinen la seva incapacitat per restablir qualsevol passat.

## Repartiment
- Albert Finney: Geoffrey Firmin
- Jacqueline Bisset: Yvonne Firmin
- Anthony Andrews: Hugh Firmin
- Ignacio López Tarso: Dr. Vigil
- Katy Jurado: Senyora Gregoria
- James Villiers: Brit
- Dawson Bray: Quincey
- Carlos Riquelme: Bustamante
- Jim McCarthy: Gringo

## Producció
La pel·lícula es va filmar a les ciutats d'Acapantzingo, Cuautla, Cuernavaca i Yautepec, en l'estat de Morelos, Mèxic.

## Nominacions
- Oscar al millor actor per Albert Finney
- Oscar a la millor banda sonora per Alex North
- Globus d'Or al millor actor dramàtic per Albert Finney
- Globus d'Or a la millor actriu secundària per Jacqueline Bisset
- Palma d'Or al festival de Canes per John Huston